# Mistrzostwa Słowacji w Skokach Narciarskich 2003
Mistrzostwa Słowacji w Skokach Narciarskich 2003 – zawody w skokach narciarskich, przeprowadzone 15 lutego 2003 roku w Szczyrbskim Jeziorze w celu wyłonienia indywidualnego i drużynowego mistrza Słowacji.
Oba konkursy (indywidualny i drużynowy) na skoczni normalnej rozegrano 15 lutego 2003 roku na obiekcie MS 1970 B w Szczyrbskim Jeziorze.
W konkursie indywidualnym zwyciężył Martin Mesík (233,5 pkt.). Pozostałe miejsca na podium mistrzostw Słowacji zajęli Dušan Oršula (srebrny medal; 226 pkt.) i Michal Pšenko (brąz; 213,5 pkt.).
Konkurs drużynowy wygrał zespół LKS Dukla Banská Bystrica I w składzie Peter Schlank, Dušan Oršula i Martin Mesík.

## Medaliści
| Konkurs                        | Złoto                                                                        | Srebro       | Brąz          |
| ------------------------------ | ---------------------------------------------------------------------------- | ------------ | ------------- |
| indywidualny skocznia normalna | Martin Mesík                                                                 | Dušan Oršula | Michal Pšenko |
| drużynowy skocznia normalna    | LKS Dukla Banská Bystrica I 1. Peter Schlank 2. Dušan Oršula 3. Martin Mesík | b.d.         | b.d.          |